# Wojciech Rzeszowski
Wojciech Rzeszowski (ur. 25 marca 1966 w Szubinie) – polski prezbiter katolicki, kanonik, były rektor Prymasowskiego Wyższego Seminarium Duchownego w Gnieźnie, były przewodniczący Konferencji Rektorów Wyższych Seminariów Duchownych Diecezjalnych i Zakonnych, stały współpracownik Centrum Ochrony Dziecka, od 2025 kierownik Biura Delegata KEP ds. ochrony dzieci i młodzieży. 

## Życiorys
30 maja 1992 otrzymał święcenia kapłańskie. W latach 2000–2007 był ojcem duchownym seminarium. 25 sierpnia 2007 abp Henryk Muszyński mianował go rektorem seminarium gnieźnieńskiego. W roku 2014 został wybrany Przewodniczącym Konferencji Rektorów Wyższych Seminariów Duchownych Diecezjalnych i Zakonnych zastępując na tym miejscu ks. Romana Pindla. 8 września 2016 roku abp. Wojciech Polak zwolnił go z obowiązków rektora Prymasowskiego Wyższego Seminarium Duchownego w Gnieźnie i mianował go dyrektorem powstającego w Gnieźnie centrum edukacyjno-formacyjnego.